# Pont de la Chartreuse
Le pont de la Chartreuse est un pont traversant la Loire, situé dans le département français de la Haute-Loire, sur la commune de Brives-Charensac.

## Historique

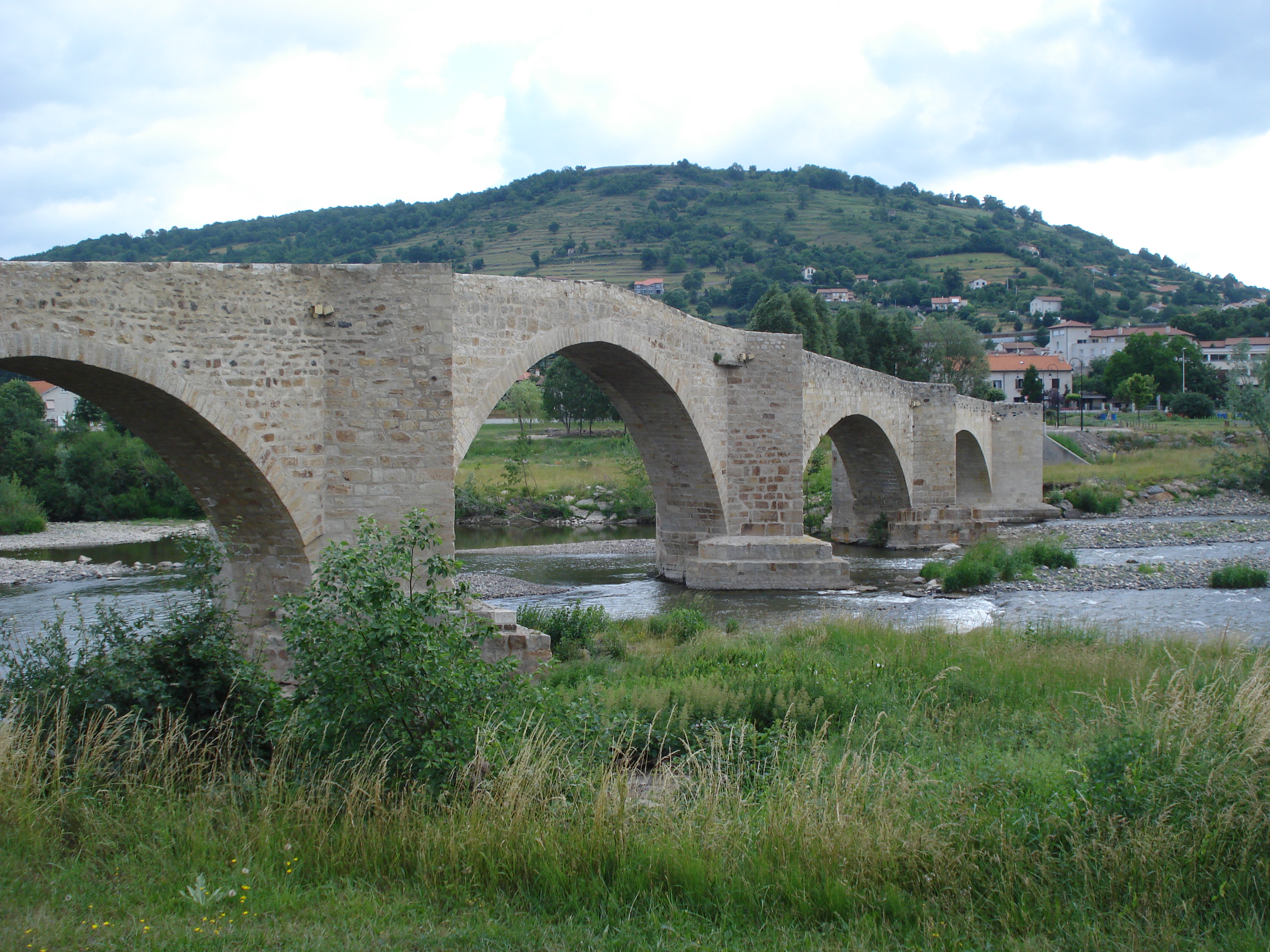
Le pont de la Chartreuse.

En langue celtique, pont se disait Brivas ou Brig. Il y a donc eu sur ce site un pont gaulois probablement en bois.
Une voie romaine dite « voie Bollène » reliait Lyon à Bordeaux en passant par Feurs, Saint-Paulien, Javols, Rodez, Cahors et Agen. Les Romains ont construit un pont en pierre pour remplacer le pont gaulois pour permettre à cette voie de franchir la Loire.
Le pont est mentionné au début du XIIIe siècle. Un document daté de 1367 dénomme le pont « Pont Plancher ». Il est donc probable qu'à cette date le tablier était en bois. Il est attesté comme un passage à péage défendu par une maison forte. Il tire son nom actuel de la Chartreuse de Notre-Dame du Puy édifiée à Brives-Charensac aux XVIIe et XVIIIe siècles.
Il comportait à l'origine 5 arches, mais une arche a été emportée par une crue entre le 11 et le 12 novembre 1790. Cette arche a été remplacée par une rampe d'accès. Le pont « n'offre plus de passage pour les voitures et les bestiaux ».
Le pont actuel a dû être reconstruit en maçonnerie au XVe siècle. Il a quand même continué à être appelé « pont Plancher » jusqu'au XVIIIe siècle. L'arche rive gauche et sa culée ont été détruits en 1907. Une crue du 21 septembre 1980 a emporté la rampe d'accès en rive droite.
L'édifice est classé au titre des monuments historiques le 21 février 1914.

## Présentation
Le pont a actuellement ses 5 arches segmentaires avec avant- et arrière-becs triangulaires montant jusqu'au tablier.
Portées des arches : 13,40 m - 15,00 m - 20,40 m - 14,50 m
Épaisseur des piles : 4,20 m - 3,40 m - 4,40 m.